# 錐体外路症状
錐体外路症状（すいたいがいろしょうじょう、英語: extrapyramidal symptom）は、大脳基底核が主として関与する神経学的症状である。錐体外路症候群とも呼ばれる。頭文字をとってEPSと略す場合がある。

## 概要
錐体外路症状は一般に、筋緊張亢進‐運動減退症候群（英語：hypertonic-hypokinetic syndrome）と筋緊張低下‐運動亢進症候群（英語：hypotonic-hyperkinetic syndrome）の2つに大別される。

### 筋緊張亢進‐運動減退症候群
筋緊張亢進‐運動減退症候群は、主に淡蒼球、黒質の障害で、筋緊張は亢進し、寡動、固縮が見られる。例として、パーキンソン症候群、ウィルソン病の末期、マンガン中毒、パントテン酸キナーゼ関連神経変性症（旧称：ハラーホルデン･スパッツ病またはハレルホルデン･シュパッツ病）がある。

### 筋緊張低下‐運動亢進症候群
筋緊張低下‐運動亢進症候群は、主に視床とも関連する新線条体（尾状核、被殻）の障害で、筋緊張は低下し、多動状態が見られる。例として、舞踏病、アテトーゼ、バリスムス、ミオクローヌス、ジスキネジアなどがある。疾患としては、リウマチ性舞踏病（小舞踏病）、ハンチントン舞踏病、脳性麻痺、脳血管障害などがある。
また、クロルプロマジン、ハロペリドール、アモキサピンといった抗精神病薬などの副作用としてみられる錐体外路症状は、ほとんどがこちらを指す。

## その他
パーキンソン病においては、筋固縮などの緊張亢進があるが、不随意運動としての運動亢進を伴うことが多く、上記の二群に大別できない場合がある。
錐体路に対する錐体外路における症状は、既述の通り大脳基底核が関与しているが、小脳、大脳皮質なども関与していることが分かっており、それらも含めて他の神経機構の関与についてもまだ不明な点が多い。